# Mayim Bialik

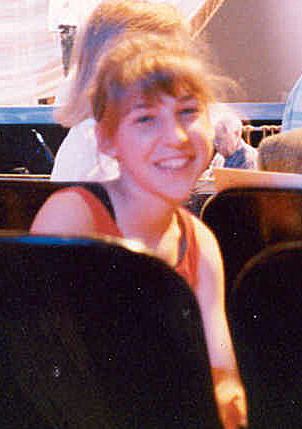
En 13-årig Mayim Bialik inför Oscarsgalan 1989.

Mayim Chaya Bialik, född 12 december 1975 i San Diego, Kalifornien, är en amerikansk skådespelare, doktor i neurovetenskap och författare. 

## Uppväxt och familj
Bialik, som är av polsk-tjeckisk/ungersk-judisk börd, växte upp i San Diego. Mellan 2003 och 2013 var hon gift med Michael Stone och tillsammans har de två söner födda 2005 och 2008.
Mayim Bialik är avlägset släkt med poeten Chajim Nachman Bialik.

## Skådespelarkarriär
Bialik är kanske mest känd som Blossom i TV-serien med samma namn och som Amy Farrah Fowler i The Big Bang Theory. Hon debuterade som skådespelare 1987 i ett avsnitt av TV-serien Skönheten och odjuret och fick sin första större roll 1988 i TV-serien The Facts of Life. Hon har även medverkat i TV-serien MacGyver bland annat i avsnittet "Hearts of Steel", säsong 5, avsnitt 19. Bialik spelade också Bette Midlers rollfigur som ung i filmen Beaches.

## Studier
Parallellt med sin skådespelarkarriär antogs hon både till universiteten Harvard och Yale, men valde att börja studera neurovetenskap vid UCLA. Efter avslutad grundutbildning inledde hon forskarstudier i samma ämne och avlade 2008 doktorsexamen med en avhandling om Prader-Willis syndrom.

## Övrigt
Asteroiden 8622 Mayimbialik är uppkallad efter Mayim Bialik.